# 新白岡車站
新白岡車站（日语：／ Shin-shiraoka eki */?）是一由東日本旅客鐵道（JR東日本）所經營的鐵路車站，位於日本埼玉縣南埼玉郡白岡町野牛，是JR東日本宇都宮線沿線的車站（但在正式路線規劃上，其實是東北本線的一站），也有屬於湘南新宿線系統的列車通過。相對於東北本線上大都擁有相當歷史的其他車站，1976年的日本國鐵末期才因為當地居民的請願而設置的新白岡，是東北本線上較為新設的車站之一。

## 車站構造
對向式月台2面2線的地面車站，設有跨站式站房。

### 月台配置
| 月台 | 路線                  | 方向 | 目的地                                                            |
| ---- | --------------------- | ---- | ----------------------------------------------------------------- |
| 1    | ■宇都宮線（東北本線） | 上行 | 大宮、東京、新宿、橫濱、大船方向 （包括■湘南新宿線、■上野東京線） |
| 2    | ■宇都宮線（東北本線） | 下行 | 久喜、小山、宇都宮、黑磯方向                                      |

（來源：JR東日本:車站構內圖 （页面存档备份，存于））

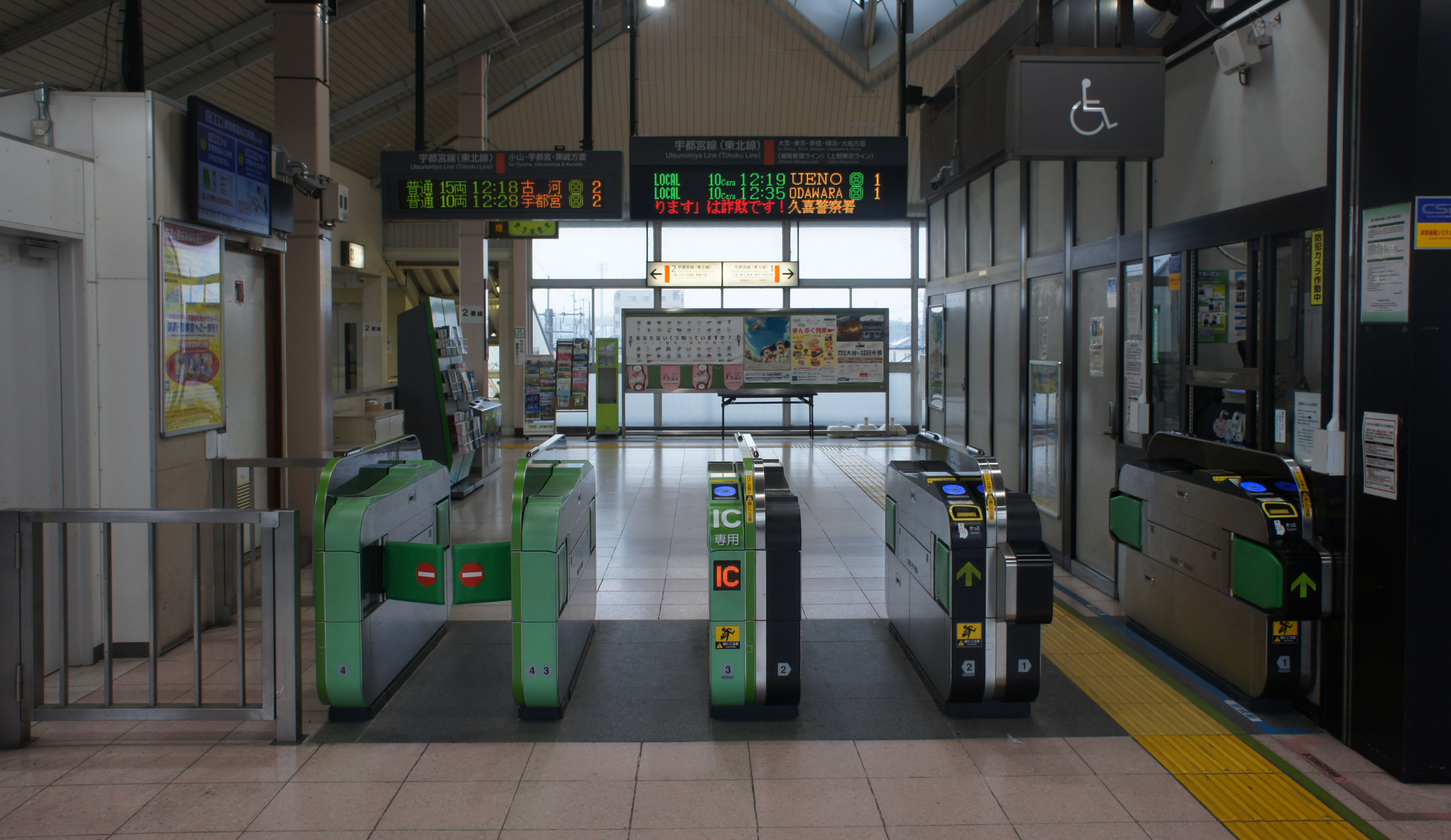
閘口（2019年6月）
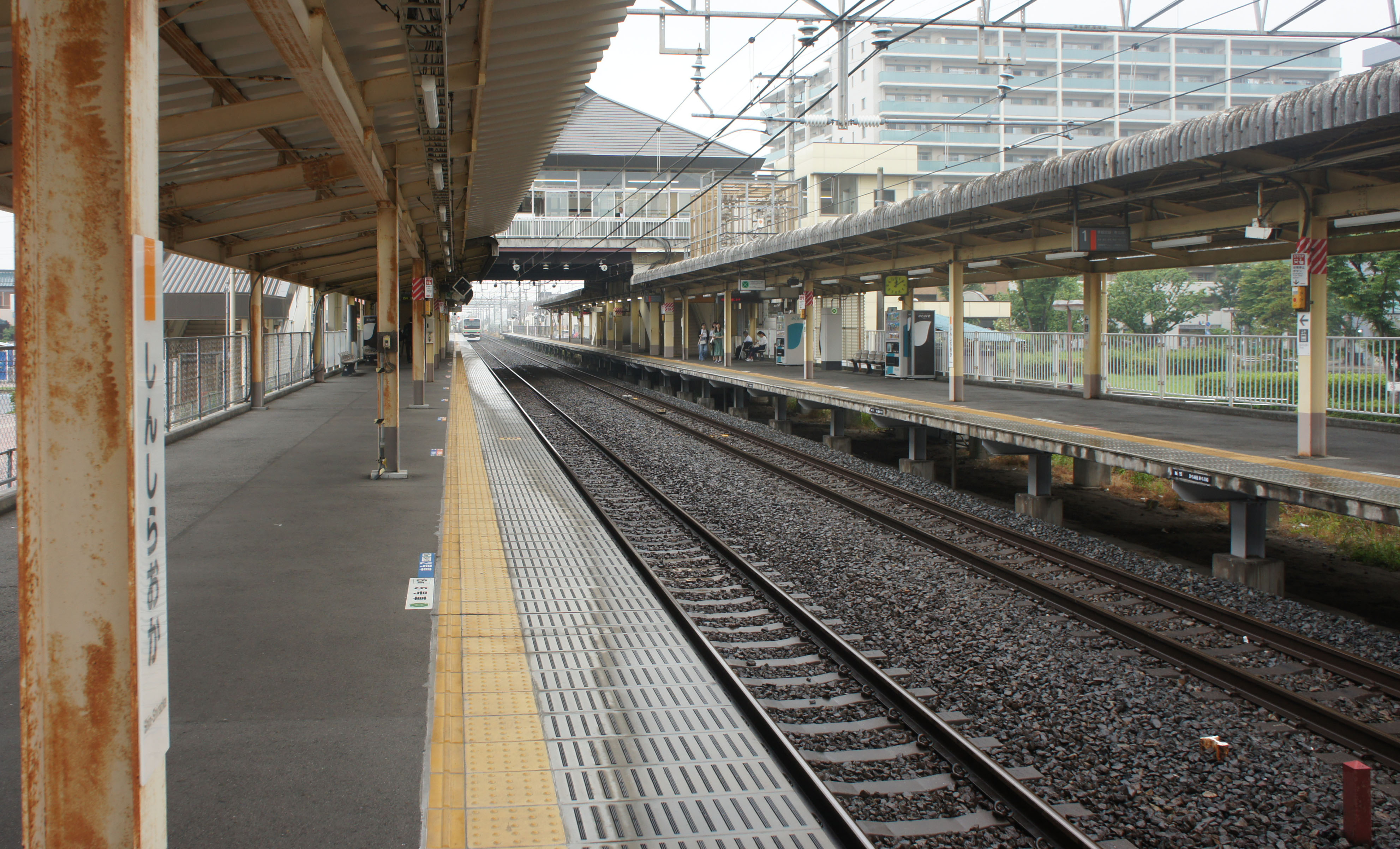
月台（2019年6月）

## 使用情況
2019年（令和元年）度1日平均上車人次為6,954人。
根據JR東日本與埼玉縣統計年鑑，開業後1日平均上車人次推移如下表。
| 年度               | 1日平均 上車人次 | 來源     |
| ------------------ | ---------------- | -------- |
| 1986年（昭和61年） | 291              |          |
| 1987年（昭和62年） | 418              |          |
| 1988年（昭和63年） | 1,211            |          |
| 1989年（平成元年） | 1,693            |          |
| 1990年（平成02年） | 2,023            |          |
| 1991年（平成03年） | 2,252            |          |
| 1992年（平成04年） | 2,652            |          |
| 1993年（平成05年） | 2,856            |          |
| 1994年（平成06年） | 3,291            |          |
| 1995年（平成07年） | 3,611            |          |
| 1996年（平成08年） | 3,798            |          |
| 1997年（平成09年） | 4,080            |          |
| 1998年（平成10年） | 4,243            |          |
| 1999年（平成11年） | 4,364            | [ * 1 ]  |
| 2000年（平成12年） | 4,577            | [ * 2 ]  |
| 2001年（平成13年） | 4,864            | [ * 3 ]  |
| 2002年（平成14年） | 5,038            | [ * 4 ]  |
| 2003年（平成15年） | 5,224            | [ * 5 ]  |
| 2004年（平成16年） | 5,452            | [ * 6 ]  |
| 2005年（平成17年） | 5,769            | [ * 7 ]  |
| 2006年（平成18年） | 6,001            | [ * 8 ]  |
| 2007年（平成19年） | 6,143            | [ * 9 ]  |
| 2008年（平成20年） | 6,221            | [ * 10 ] |
| 2009年（平成21年） | 6,225            | [ * 11 ] |
| 2010年（平成22年） | 6,217            | [ * 12 ] |
| 2011年（平成23年） | 6,109            | [ * 13 ] |
| 2012年（平成24年） | 6,213            | [ * 14 ] |
| 2013年（平成25年） | 6,260            | [ * 15 ] |
| 2014年（平成26年） | 6,211            | [ * 16 ] |
| 2015年（平成27年） | 6,558            | [ * 17 ] |
| 2016年（平成28年） | 6,853            | [ * 18 ] |
| 2017年（平成29年） | 6,929            | [ * 19 ] |
| 2018年（平成30年） | 7,010            | [ * 20 ] |
| 2019年（令和元年） | 6,954            |          |

備註
1. ↑  1987年2月26日開業。開業日起至同年3月31日為止合計34日間的集計資料。

一日平均上車人次（單位：人/日）

## 相鄰車站
東日本旅客鐵道
■宇都宮線
■通勤快速、■快速「Rabbit」
通過
■普通
白岡－新白岡－久喜

### 使用情況
1. ↑  埼玉県統計年鑑 （页面存档备份，存于） - 埼玉県

JR東日本2000年度以後上車人次
1. ↑  各駅の乗車人員（2000年度） （页面存档备份，存于） - JR東日本
2. ↑  各駅の乗車人員（2001年度） （页面存档备份，存于） - JR東日本
3. ↑  各駅の乗車人員（2002年度） （页面存档备份，存于） - JR東日本
4. ↑  各駅の乗車人員（2003年度） （页面存档备份，存于） - JR東日本
5. ↑  各駅の乗車人員（2004年度） （页面存档备份，存于） - JR東日本
6. ↑  各駅の乗車人員（2005年度） （页面存档备份，存于） - JR東日本
7. ↑  各駅の乗車人員（2006年度） （页面存档备份，存于） - JR東日本
8. ↑  各駅の乗車人員（2007年度） （页面存档备份，存于） - JR東日本
9. ↑  各駅の乗車人員（2008年度） （页面存档备份，存于） - JR東日本
10. ↑  各駅の乗車人員（2009年度） （页面存档备份，存于） - JR東日本
11. ↑  各駅の乗車人員（2010年度） （页面存档备份，存于） - JR東日本
12. ↑  各駅の乗車人員（2011年度） （页面存档备份，存于） - JR東日本
13. ↑  各駅の乗車人員（2012年度） （页面存档备份，存于） - JR東日本
14. ↑  各駅の乗車人員（2013年度） （页面存档备份，存于） - JR東日本
15. ↑  各駅の乗車人員（2014年度） （页面存档备份，存于） - JR東日本
16. ↑  各駅の乗車人員（2015年度） （页面存档备份，存于） - JR東日本
17. ↑  各駅の乗車人員（2016年度） （页面存档备份，存于） - JR東日本
18. ↑  各駅の乗車人員（2017年度） （页面存档备份，存于） - JR東日本
19. ↑  各駅の乗車人員（2018年度） （页面存档备份，存于） - JR東日本
20. ↑  各駅の乗車人員（2019年度） （页面存档备份，存于） - JR東日本

埼玉縣統計年鑑
1. ↑  .   [2020-05-15]. （原始内容存档于2020-02-02）.
2. ↑  .   [2020-05-15]. （原始内容存档于2020-02-02）.
3. ↑  .   [2020-05-15]. （原始内容存档于2020-02-02）.
4. ↑  .   [2020-05-15]. （原始内容存档于2020-02-02）.
5. ↑  .   [2020-05-15]. （原始内容存档于2020-02-02）.
6. ↑  .   [2020-05-15]. （原始内容存档于2020-02-02）.
7. ↑  .   [2020-05-15]. （原始内容存档于2020-02-02）.
8. ↑  .   [2020-05-15]. （原始内容存档于2020-02-02）.
9. ↑  .   [2020-05-15]. （原始内容存档于2020-02-02）.
10. ↑  .   [2020-05-15]. （原始内容存档于2020-02-02）.
11. ↑  .   [2020-05-15]. （原始内容存档于2020-02-02）.
12. ↑  .   [2020-05-15]. （原始内容存档于2020-02-02）.
13. ↑  .   [2020-05-15]. （原始内容存档于2020-02-02）.
14. ↑  .   [2020-05-15]. （原始内容存档于2020-02-02）.
15. ↑  .   [2020-05-15]. （原始内容存档于2020-02-02）.
16. ↑  .   [2020-05-15]. （原始内容存档于2020-02-02）.
17. ↑  .   [2020-05-15]. （原始内容存档于2020-02-02）.
18. ↑  .   [2020-05-15]. （原始内容存档于2020-02-02）.
19. ↑  .   [2020-05-15]. （原始内容存档于2020-02-02）.
20. ↑  .   [2020-05-15]. （原始内容存档于2020-03-18）.

## 外部連結
- 車站資訊（新白岡）：東日本旅客鐵道

36°1′2.81″N 139°40′0.53″E / 36.0174472°N 139.6668139°E